# Docker Daimlers
Die Docker Daimlers sind fünf Show Cars des ehemaligen britischen Automobilherstellers Daimler, die auf den Earls Court Motor Shows der Jahre 1951 bis 1955 debütierten. Der Begriff nimmt Bezug auf Bernard Docker, der die Daimler Motor Company seit 1940 leitete, und seine umstrittene Ehefrau Norah Docker, die in den frühen 1950er-Jahren großen Einfluss auf das öffentliche Erscheinungsbild der Marke nahm. Die von Hooper gebauten Docker Daimlers erregten Aufsehen, wurden aber auch als vulgär wahrgenommen. Sie brachen mit dem traditionellen Image sowohl Daimlers als auch Hoopers und fügten in den Augen von Kritikern der Marke Daimler erheblichen Schaden zu.

## Entstehungsgeschichte und Einordnung

Daimler Motor Company

Die 1896 gegründete Daimler Motor Company war in der ersten Hälfte des 20. Jahrhunderts einer der exklusivsten britischen Automobilhersteller. Das seit 1910 zur Birmingham Small Arms Company (BSA) gehörende Unternehmen lieferte regelmäßig Fahrzeuge für das britische Königshaus. Seit 1939 bestand außerdem eine Verbindung zum Karosseriehersteller Hooper, der eines der renommiertesten Unternehmen seiner Branche war („quite simply the best“). Sowohl Daimler als auch Hooper waren bis zum Ausbruch des Zweiten Weltkriegs für zurückhaltende, konservative Fahrzeuge und Aufbauten bekannt. Daimlers Stellung änderte sich nach dem Ende des Zweiten Weltkriegs, als die Konkurrenten Rolls-Royce und Vanden Plas nach und nach führende Rollen im Bereich der großen Limousinen übernahmen.
Während Daimler im Bereich der Serienmodelle in den späten 1940er-Jahren zunächst weiter konservative Modelle anbot, zeigte das Unternehmen andererseits auf der Earls Court Motor Show 1948 ein von Osmond Rivers innovativ gestaltetes Konzeptfahrzeug mit der Bezeichnung Green Goddess, das das Design der Vorkriegsjahre mit Elementen der modernen Pontonform verband und das Designkonzept Hooper Empress Line vorwegnahm. Green Goddess war 1948 in Earls Court „der Star der Show“ und verschaffte Daimler weltweit positive Presse.
Nachdem die ehemalige Tänzerin Norah Docker den Daimler-Vorsitzenden Bernard Docker geheiratet und im Folgenden selbst Verantwortung bei Daimler und Hooper übernommen hatte, entwickelte sie die Idee, jährlich in Earls Court ein ähnlich Aufsehen erregendes Show Car wie Green Goddess zu zeigen. Ihre Absicht war es, der noch immer als behäbig geltenden Marke Daimler auf diese Weise mehr öffentliche Aufmerksamkeit zu verschaffen. Nach dieser Idee entstanden die Einzelstücke The Gold Car (1951), Blue Clover (1952), Silver Flash (1953), Star Dust (1954) und Golden Zebra (1955), die stilistisch auf Green Goddess zurückgehen bzw. Weiterentwicklungen des Designkonzepts waren. Diese fünf Autos – nicht dagegen Green Goddess – werden bezugnehmend auf Norah und Bernard Docker gemeinhin als Docker Daimlers bezeichnet. Der Bau derartiger Show Cars endete mit dem Machtverlust der Dockers bei BSA und Daimler im Frühjahr 1956. Bis 1956 nutzten Bernard und Norah Docker die Docker Daimlers zu privaten Zwecken. Nachdem sie den BSA-Konzern verlassen hatten, forderte Daimler alle fünf Docker Daimlers von ihnen zurück. Das Rückgabebegehren war Gegenstand eines Gerichtsverfahrens. Letztlich übernahm Daimler alle Autos und verkaufte sie schrittweise an verschiedene Sammler.
Die Beurteilungen der Docker Daimler sind zwiespältig. Einige Autoren heben zwar die eleganten bzw. ästhetischen Linien der Autos hervor; allerdings überwiegt die Kritik: Danach hätten die Docker Daimlers „wunderbar ausgewogene Formen, die durch schlechten Geschmack ruiniert werden“. Für andere sind die Wagen eine „inspirierende Zurschaustellung des Exzesses“ (inspiring Display of excess), wieder andere jedenfalls in Details für vulgär. In der Automobilliteratur gibt es zahlreiche Stimmen, die in den Docker Daimlers einen maßgeblichen Beitrag zum Reputationsverlust und zum Niedergang der Marke Daimler sehen.

## Vorläufer:The Green Goddess

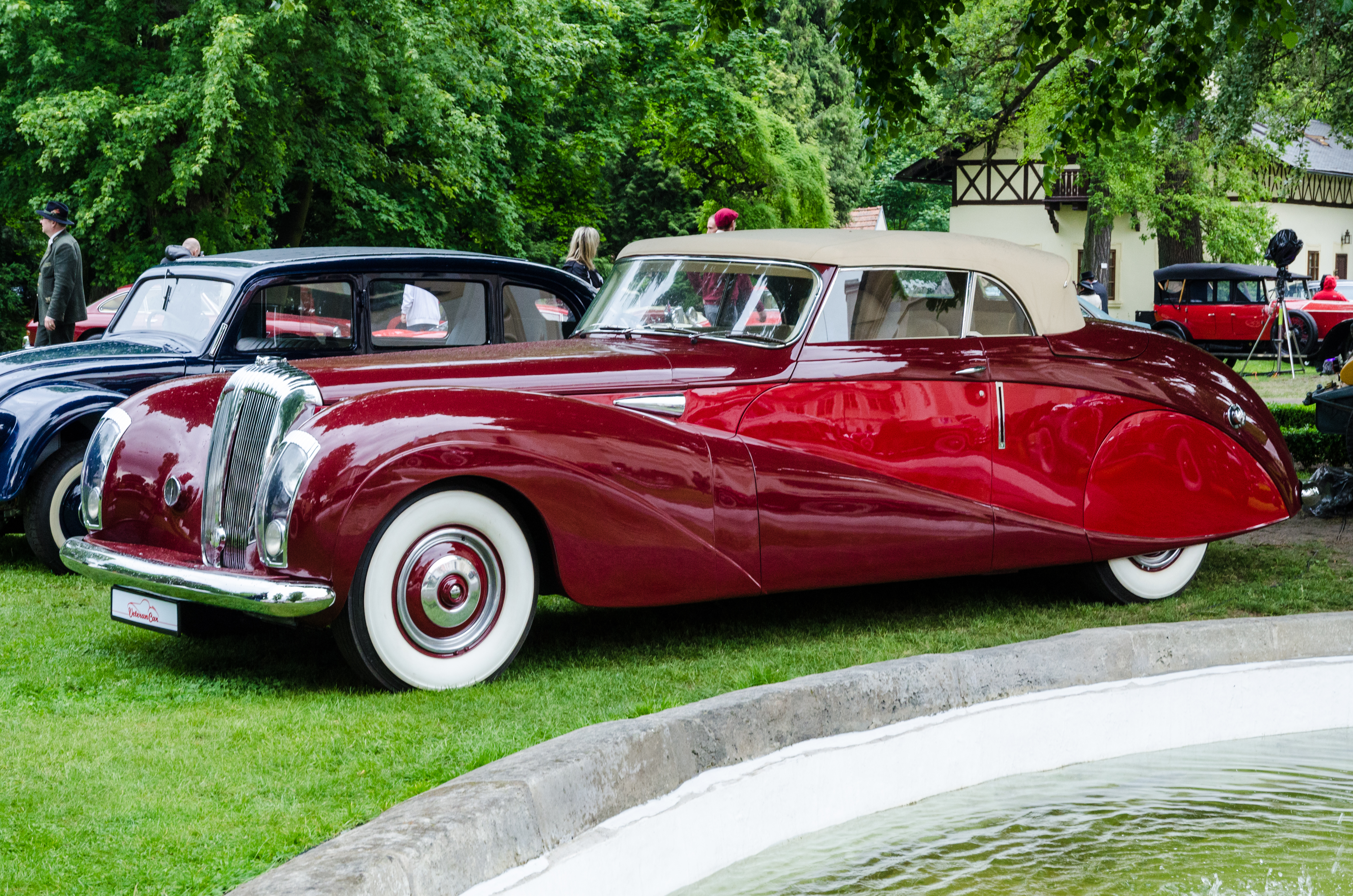
Green Goddess

Die Green Goddess ist ein über 6 Meter langes und 3,5 Tonnen schweres fünfsitziges Cabriolet. Vorn befinden sich drei, hinten zwei Sitze; die hinteren Sitze sind zur Wagenmitte hin versetzt. Technische Grundlage ist das Fahrgestell der DE36-Reihe, Daimlers größten Modells, das eigentlich für Chauffeurlimousinen und Staatskarossen vorgesehen war. Die vorderen Kotflügel stehen, wie beim Vorkriegsdesign üblich, frei. Am Heck hingegen gibt es keine ausgeformten Kotflügel mehr. Das Passagierabteil ist hinten so breit, dass es die Hinterräder einschließt. Sie sind vollständig von sogenannten Spats abgedeckt. Die auslaufenden vorderen Kotflügel und eine Zierleiste unterhalb der Gürtellinie treffen sich am unteren Ende des Wagenhecks. Diese Gestaltungsmerkmale finden sich später auch bei Hoopers Empress Line wieder. Die Doppelscheinwerfer sind übereinander angeordnet, in die vorderen Kotfügelenden eingelassen und mit einer durchsichtigen, leicht gebogenen Scheibe aus Perspex abgedeckt. Nach dem Erfolg des Green Goddess in Earls Court 1948 baute Daimler auf Kundenwunsch bis 1953 je nach Quelle fünf, sieben oder acht weitere Fahrzeuge im Stil des Green Goddess, die zu einem Stückpreis von 7.001 £ verkauft wurden. Damit waren sie die teuersten britischen Autos ihrer Zeit.
Green Goddess zählt selbst nicht zu den Docker Daimlers, weil das Modell vor der Eheschließung von Bernard und Norah Docker entwickelt wurde. Das Auto wird lediglich als „Vorbote dessen [angesehen], was noch kommen sollte“.

## Die einzelnen Docker Daimlers

### 1951:The Gold Car
Der erste Docker Daimler ist The Gold Car (auch: The Golden Daimler). Er ist eine viertürige Limousine im Stil der Empress Line.

#### Technik
The Gold Car basiert auf einem leicht modifizierten Fahrgestell des Daimler DE36 (Nummer 52830) und wird von dem in dieser Baureihe üblichen Reihenachtzylindermotor (Straight Eight) angetrieben, der bei einem Hubraum von 5,5 Litern (5460 cm³) 150 bhp (152 PS, 110 kW) leistet.

#### Design
Die Linien des Gold Car gelten als wohlproportioniert und „extrem elegant“. Sie folgen in weiten Teilen der Hooper Empress Line, weichen von ihr aber im Bereich der Scheinwerfer ab, die der Gestaltung der Green Goddess entsprechen. Wegen des sehr langen Radstands des DE36 sind die Linien des Gold Car deutlich gestreckter als bei den nach diesem Designkonzept in Serie gefertigten Daimler-Empress-Modellen, die auf kürzeren DB18- oder Regency-Fahrgestellen beruhen. Die Proportionen des Gold Car griff Hoopers Konkurrent Freestone & Webb ab 1952 für eigene Kopien der Empress Line auf. In das Dach des Gold Car ist eine große Glasfläche eingelassen. Sämtliche Dekorteile wie Kühlergrill, Stoßstangen, Türgriffe und Auspuffeinfassungen waren vergoldet. Norah Docker erklärte diesen Schritt mit der Behauptung, dass aufgrund von Engpässen auf dem Nachkriegsmarkt kein Chrom erhältlich gewesen und Blech als Ersatz nicht in Frage gekommen sei. Die Karosserie ist zweifarbig lackiert. Der obere Teil des Aufbaus und die Kotflügel sind schwarz, die Flanken des Autos cremefarben. Die Seitenflächen sind mit 7000 goldenen Sternen dekoriert, die der Wappenmaler Geoffrey Francis einzeln von Hand aufmalte. Die Idee hierzu lieferte angeblich der persönliche Assistent Bernard Dockers. Für die Innenverkleidungen wurde Holz vom Kampferbaum gewählt, das einen goldenen Farbton hat. Die Sitze im Fahrgastbereich und die inneren Seitenteile sind mit goldfarbenem Seidenstoff bezogen. Zum Auto gehörten ein den Karosseriefarben angepasstes Teeservice aus chinesischem Porzellan, ein Satz Cocktailgläser von Cartier und ein Kofferset aus Krokodilleder, das in Gold und Schwarz gefärbt war. Die Herstellung des Gold Car kostete 8.500 £, was einem Gegenwert von acht Jaguar Mark V entsprach. Allein die vergoldeten Dekorteile kosteten mit 900 £ so viel wie zwei Morris Minor.

#### Vorstellung, Rezeption und weitere Verwendung
Das Gold Car wurde auf der British Motor Show im Oktober 1951 öffentlich vorgestellt und war dort die größte Attraktion („the most looked-at car“). Seine verschwenderische Ausstattung, die im Kontrast zu dem durch Entbehrungen gekennzeichneten Nachkriegsalltag in Großbritannien stand, beeindruckte die Besucher. Das Gold Car gewann in seiner Klasse den Ersten Preis des Institute of British Carriage & Automobile Manufacturers. Nach seinem Debüt in London wurde das Auto auf Ausstellungen in Frankreich, Australien und den USA gezeigt. Auch in späteren Jahren erschien es noch einmal in Earls Court. In der Zwischenzeit diente es den Dockers als Privatfahrzeug. 1954 wurde das Gold Car noch einmal auf eine weltweite PR-Tour geschickt; Norah Docker, die das Auto begleitete, ließ sich dafür Kleider anfertigen, deren Wert dem des Autos annähernd entsprachen, und stellte die Kosten dafür dem BSA-Konzern in Rechnung. 1955 war The Gold Car Requisite in dem US-amerikanischen Spielfilm Gentlemen Marry Brunettes (deutscher Titel: So liebt man in Paris). Norah Docker nahm bei den Hauptdarstellerinnen Jane Russell und Jeanne Crain Schauspielunterricht, um das Posieren auf dem Auto bei Fotoaufnahmen zu professionalisieren.
Nachdem Bernard Docker den BSA-Vorstand verlassen hatte, übernahm Daimler das Gold Car. Der Wagen wurde 1959 zu einem Preis von 7.300 $ an einen US-amerikanischen Kunden verkauft. Vor der Auslieferung entfernte Daimler sämtliche Dekorteile aus Gold, um den restriktiven britischen Bestimmungen über den Goldexport zu genügen. Sie wurden durch verchromte Teile ersetzt. Seitdem steht das Auto in den USA. Zuletzt wurde es 2004 zum Verkauf angeboten.

### 1952:Blue Clover
Der zweite Docker Daimler ist der 1952 vorgestellte Blue Clover (deutsch: Blaues Kleeblatt). Der Wagen entstand auf eine private Bestellung Bernard Dockers hin, die Kosten der Herstellung übernahm aber Daimler.

#### Technik
Blue Clover baut wiederum auf einem DE36-Chassis auf. Fahrwerk und Antriebstechnik entsprechen unverändert dem Serienstandard.

#### Design
Stilistisch greift der Aufbau viele Merkmale der Green Goddess von 1948 auf und kann als deren Coupéversion angesehen werden. Blue Clover ist niedriger und schlanker als das im Vorjahr präsentierte Gold Car. Die geschwungenen Linien des Dachaufbaus korrespondieren mit der Form der vorderen Kotflügel. Die Gestaltung der Wagenflanken folgt weiterhin der Empress Line; bei der Heckpartie löste sich Hooper aber von dem bislang favorisierten kurzen Heck im Razor-Edge-Stil und schuf einen langen hinteren Überhang, der einen deutlich größeren Kofferraum ermöglicht. Mit diesem Design legte Blue Clover die Basis für die Evolved Empress genannte Weiterentwicklung des ursprünglichen Designkonzepts, die ab 1956 regulär für Rolls-Royce- und Bentley-Chassis (aber nicht auf Daimler-Fahrgestellen) angeboten wurde. Mit dem großen Kofferraum und der Möglichkeit, die Ladefläche durch Umklappen der Rücksitzlehnen nochmals zu vergrößern, wurde die Zielvorgabe, ein Auto für Langstreckenfahrten zu schaffen, umgesetzt. Alle Seitenfenster werden elektrisch betätigt. Über den Vordersitzen befindet sich ein großes, doppelt verglastes Fenster.
Blue Clover ist wie das Gold Car zweifarbig lackiert. Der obere Teil des Aufbaus und die Kotflügel sind in Powder Blue, die Flanken hingegen in einem hellen Grau gehalten. Auf die hellen Flächen der Seiten sind mehrere tausend blauer Kleeblätter gemalt. Das Armaturenbrett ist – für Daimlers damalige Standards ungewöhnlich – nicht mit Holz verkleidet, sondern mit Eidechsenleder bezogen, das blau gefärbt ist. Das gilt auch für das Lenkrad, die inneren Türflächen und die Armstützen.

#### Vorstellung, Rezeption und Verbleib
Blue Clover erschien auf der Earls Court Motor Show im Oktober 1952. Die britische Automobilzeitschrift Motor hielt das Auto in einem zeitgenössischen Bericht für das eleganteste Stück der Ausstellung. Blue Clover steht seit Jahren in restauriertem Zustand im Samsung Transportation Museum in Seoul.

### 1953:Silver Flash
Der dritte Docker Daimler ist der Silver Flash von 1953.

#### Technik
Weil Daimler zu Beginn des Jahres 1953 die Produktion der großen Repräsentationslimousinen DE36 eingestellt hatte, musste der dritte Docker Daimler auf einem anderen Fahrgestell aufgebaut werden. Auf welchem Fahrgestell der Silver Flash basiert, ist nicht zweifelsfrei geklärt. Nach verbreitetem Verständnis basiert er auf einem Special-Series-Chassis des Regency Mark I der Reihe DF302 (Fahrgestellnummer 82001), das auch die Grundlage der Barker Convertibles und der Limousine Empress II war. Andere Quellen gehen demgegenüber davon aus, dass ein leicht verlängertes Lanchester-14-Fahrgestell oder ein weitgehend baugleiches Daimler-Conquest-Century-Chassis für den Silver Flash verwendet wurde. Gesichert ist in jedem Fall, dass der Silver Flash von einem 3,0 Liter großen Reihensechszylindermotor aus der Regency-Mark-I-Reihe angetrieben wird, der 100 bhp (75 kW; 101 PS) leistet.
Der Rückgriff auf ein kleineres Chassis wirkt sich auf die Dimensionen des dritten Docker Daimler aus. Der Radstand des Silver Flash ist nahezu einen Meter kürzer als der des Gold Car und Blue Clover. Mit einer Länge von knapp 5,1 m und einem Gewicht von 1828 kg ist Silver Flash deutlich kürzer und leichter als seine beiden Vorgänger.

#### Design
Stilistisch ist der Silver Flash eine Weiterentwicklung des Blue Clover von 1952. Es ist ebenfalls ein zweisitziges Fixed Head Coupé mit langem hinterem Überhang. Der Dachaufbau ist „so niedrig wie möglich“ gehalten. Anders als beim Blue Clover von 1952 ist die Frontmaske stark zerklüftet. Zwischen den Scheinwerfern, die wieder von einer Perspexscheibe abgedeckt sind, und dem gebogenen Daimler-Kühler finden sich tiefe Einbuchtungen, in die jeweils eine ovale vergitterte Lufteinlassöffnung eingelassen ist. Einige Autoren erkennen darin Designelemente des „Düsenjäger-Zeitalters“. Auf den hinteren Kotflügeln finden sich niedrige Heckflossen mit zwei runden Rückleuchten an den Enden. Daimler behauptete, die Flossen würden zusätzliche Stabilität bei hohen Geschwindigkeiten verleihen; es ist aber zweifelhaft, ob Daimler tatsächlich Windkanaltests mit dem Silver Flash durchführte. Zu den Ausstattungsdetails des Silver Flash gehören Sitzbezüge aus schwarzem Leder mit rotem Keder, ein mit rot gefärbtem Krokodilleder bezogener Instrumententräger und ein Glasdach über den Sitzen.
Der Silver Flash war ursprünglich einfarbig in sehr dunklem Grün lackiert. Kurz vor der öffentlichen Premiere ordnete Norah Docker die Änderung der Außenfarbe in Silber an. Das umlackierte Auto wurde wenige Stunden vor dem Beginn der Ausstellung fertig. Anders als bei den ersten beiden Docker Daimlers gibt es keine zusätzlich aufgemalten Ornamente. Der Name Silver Flash wurde ebenfalls in letzter Minute festgelegt. Er nimmt auf das BSA-Motorrad Golden Flash Bezug.

#### Vorstellung, Rezeption und Verbleib
Der Silver Flash erschien bei der British Motor Show im Oktober 1953. Es wurde zurückhaltend aufgenommen. Ein Autor war der Ansicht, dass der Silver Flash gemessen an den „Docker-Daimler-Standards ein eher gesetztes Auto“ war. Anders als das der früheren Docker Daimler wurde das Design des Silver Flash auf der Ausstellung nicht prämiert. Der Wagen stand Norah Docker zur persönlichen Verwendung zur Verfügung. 1966 verkaufte Daimler das Auto an einen Sammler in den USA. 1974 erschien es letztmals im Katalog eines Auktionshauses. Wo der Wagen im 21. Jahrhundert steht, ist nicht öffentlich bekannt.

### 1954:Star Dust
Der vierte Docker Daimler ist der Star Dust (alternative Schreibweise: Stardust; deutsch: Sternenstaub) von 1954.

#### Technik
Technische Basis des Star Dust ist das Fahrgestell der Repräsentationslimousine Daimler DK400, die 1954 neu vorgestellt wurde und den antiquierten DE36 ablöste. Strukturell ist das DK400-Fahrgestell eine verlängerte Ausführung des Regency-Chassis. Für den Star Dust wurde das DK400-Chassis (Fahrgestellnummer 92700) leicht verkürzt. Als Antrieb dient eine 4,6 Liter (4617 cm³) große Version von Daimlers Reihensechszylindermotor, der auf eine Lanchester-Konstruktion zurückgeht und in kleineren Ausführungen auch im Conquest und im Regency zum Einsatz kam. Im Star Dust und im DK400 leistet er 127 bhp (95 kW; 129 PS).

#### Design
Star Dust ähnelt dem Gold Car von 1951. Er ist ebenfalls eine viertürige Limousine mit drei Fenstern auf jeder Seite (Six Light), deren Karosserie dem ursprünglichen Konzept von Osmond Rivers’ Empress Line folgt, also keine verlängerte Heckpartie hat. Die hinteren Türen sind hinten angeschlagen. Star Dust ist in dunklem Königsblau lackiert und trägt mehrere Tausend silberfarbener Sterne an den Wagenflanken. Ein zeitgenössischer Autor beschrieb den Wagen als „personifizierte Eleganz“. Im Passagierabteil ist die Sitzbank mit silberfarbener Seide bezogen, während die Seitenteile mit dunkelblauem Krokodilleder ausgeschlagen sind. Vor der Trennwand sind eine Bar und ein Schrank eingebaut, der ein luxuriöses Picknickset enthält. Die Seitenfenster sind doppelt verglast und werden elektrisch betätigt. Wie bei früheren Docker Daimlers ist im Dach über dem Passagierabteil wiederum eine Glasfläche eingelassen.

#### Vorstellung und Verbleib
Der Star Dust erschien auf der Earls Court Motor Show 1954. Seine Herstellung kostete 12.500 £. Der Kaufpreis eines Daimler Regency Mark II Saloon lag zur gleichen Zeit bei 2.324 £. Die Dockers ließen Star Dust im April 1956 nach Monaco fliegen, wo sie das Auto im Rahmen der Hochzeitsfeier von Fürst Rainier von Monaco und Grace Kelly nutzten.
Wo Star Dust in den 1960er- und 1970er-Jahren stand, ist ungeklärt. 1980 wurde das Auto in einer Scheune in Wales gefunden. Der genaue Fundort ist nicht dokumentiert. Eine Reportage aus dem Jahr 2014 stellt eine Verbindung zu dem nordwalisischen Ort Glandyfi her, in dem die Dockers ein größeres Anwesen hatten, kann das aber nicht sicher belegen. Nach einer Restaurierung stand Star Dust in verschiedenen japanischen und kalifornischen Sammlungen, bevor er im September 2014 in Großbritannien für 110.140 £ (119.470 €) versteigert wurde.

### 1955:Golden Zebra
Der letzte Docker Daimler ist Golden Zebra von 1955.

#### Technik
Wie schon sein unmittelbarer Vorgänger, beruht Golden Zebra auf einem DK400-Chassis (Fahrgestellnummer 92705). Die Antriebstechnik wurde gegenüber dem Serienmodell nicht verändert.

#### Design
Das Design des Golden Zebra ist eine Fortsetzung des Silver Flash von 1953. Der Golden Zebra ist wieder ein zweisitziges Coupé mit knapp geschnittener Fahrgastzelle und langem hinterem Überhang. Er ist das einzige Modell der Docker Daimlers, bei dem die Frontscheinwerfer nicht hinter einer Kunststoffabdeckung liegen. Die Gestaltung der Scheinwerfereinfassung lehnt sich vielmehr an das Design der serienmäßigen Hooper-Versionen für den DK400 an, „überzeichnet“ das allerdings. Auf den hinteren Kotflügeln befinden sich ausgeprägte Heckflossen. Das Auto ist elfenbeinfarben lackiert. Sämtliche Zierleisten sowie die Kühlermaske sind vergoldet. Die Kühlerfigur ist ein vergoldetes Zebra. Im Innenraum sind die Sitze und die Seitenverkleidungen mit Zebrafell bezogen. Norah Docker begründete diese Wahl mit dem Hinweis, dass Zebra der beste Stoff sei: Bei Nerz würde es beim Sitzen zu warm werden. Zur Innenausstattung gehörte neben den üblichen Picknickutensilien ein Maniküreset, eine Kleiderbürste, eine Auswahl an Körpercremes und ein elfenbeinfarbener Regenschirm.

#### Vorstellung und Verbleib
Die Herstellung des Golden Zebra kostete 12.000 £. Der Wagen wurde auf der Earls Court Motor Show 1955 vorgestellt. Ein halbes Jahr lang nutzten die Dockers das Auto danach für private Zwecke. Nach der Rückführung an Daimler verblieb es zunächst im Werk, bevor es 1966 über einen Händler in Chester für 1.400 £ an einen US-Amerikaner verkauft wurde. In den 1980er-Jahren übernahm es ein britischer Sammler, der es in den folgenden zwei Jahrzehnten aufwendig restaurierte. 2006 wurde Golden Zebra für 177.000 £ versteigert.